# Camera dei deputati (Cile)
La Camera dei deputati del Cile, (Cámara de Diputados in spagnolo) è una delle due camere che formano il Congresso nazionale cileno. Le sue funzioni sono quelle di partecipare alla formazione delle leggi collaborando assieme al Presidente della Repubblica ed il Senato.
Ha come principale funzione di approvare gli atti del governo ed iniziare le interrogazioni ai ministri di Stato e/o al Presidente della Repubblica, che è anche il Capo del Governo. Le leggi vengono prima approvate alla Camera e poi trasferite al Senato dopo essere state discusse.

## Composizione della Camera
Secondo l'attuale Costituzione del 1980 la Camera è formata da 120 membri eletti per votazione diretta ogni 4 anni, in rappresentanza dei 60 collegi elettorali in cui è diviso il paese. È possibile la rielezione indefinita ma esiste incompatibilità tra cariche quindi un Presidente o un ministro non possono essere membri della Camera (così come del Senato). In ciascun collegio elettorale vengono eletti come deputati i primi due candidati che ottengono la maggioranza dei voti ma se complessivamente una lista ottiene il doppio dei voti rispetto alla seconda ottiene tutti e due i deputati.
In caso di assenza per morte, incapacità o inabilità il deputato viene sostituito dal suo compagno di lista. Se non è presente un sostituto il deputato uscente propone una lista di tre candidati e la presenta all'assemblea che una volta analizzato vota a maggioranza assoluta uno dei tre candidati come nuovo deputato.